# Indywidualne Międzynarodowe Mistrzostwa Ekstraligi 2017
Indywidualne Międzynarodowe Mistrzostwa Ekstraligi 2017 – (PGE Indywidualne Międzynarodowe Mistrzostwa Ekstraligi) czwarta edycja corocznego żużlowego turnieju indywidualnego mającego na celu wyłonienie najlepszego zawodnika Speedway Ekstraligi w sezonie. Zawody zostały rozegrane 14 sierpnia 2017 na stadionie im. Zbigniewa Podleckiego w Gdańsku.
Obrońcą tytułu był Krystian Pieszczek. W tegorocznej edycji zajął 15. miejsce z trzema punktami. W zawodach triumfował Leon Madsen, dla którego był to pierwszy tytuł mistrzowski.

## Nominowani zawodnicy
Do udziału w turnieju nominowano 15. żużlowców z najwyższymi średnimi biegowymi po 10. kolejkach Speedway Ekstraligi. W tym gronie znalazł się Grigorij Łaguta, który ze względu na zawieszenie, nie mógł wziąć udziału w zawodach. Jego miejsce zajął Patryk Dudek. Stawkę uzupełnił Krystian Pieszczek, który otrzymał dziką kartę od organizatorów.
Lista zawodników w kolejności średniej biegowej:
1. Bartosz Zmarzlik (2,453)
2. Jason Doyle (2,256)
3. Greg Hancock (2,240)
4. Maciej Janowski (2,143)
5. Emil Sajfutdinow (2,102)
6. Piotr Protasiewicz (2,085)
7. Artiom Łaguta (2,083)
8. Niels Kristian Iversen (2,077)
9. Leon Madsen (2,075)
10. Jarosław Hampel (2,047)
11. Janusz Kołodziej (2,044)
12. Tai Woffinden (2,020)
13. Rune Holta (2,000)
14. Kacper Woryna (2,000)
15. Patryk Dudek (2,000)
16. Krystian Pieszczek – Dzika Karta

## Lista startowa
Z powodu kontuzji w turnieju nie mógł wystąpić Greg Hancock. Amerykanina zastąpił Grzegorz Zengota.
Lista startowa:
1. Rune Holta (CZE)
2. Maciej Janowski (WRO)
3. Emil Sajfutdinow (LES)
4. Niels Kristian Iversen (GOR)
5. Leon Madsen (CZE)
6. Artiom Łaguta (GRU)
7. Krystian Pieszczek (GRU)
8. Jason Doyle (ZIE)
9. Greg Hancock (TOR) → Grzegorz Zengota (LES)
10. Tai Woffinden (WRO)
11. Bartosz Zmarzlik (GOR)
12. Kacper Woryna (RYB)
13. Patryk Dudek (ZIE)
14. Piotr Protasiewicz (ZIE)
15. Janusz Kołodziej (LES)
16. Jarosław Hampel (ZIE)
17. Maksym Drabik (WRO) – zawodnik rezerwowy
18. Bartosz Smektała (LES) – zawodnik rezerwowy

## Finał
Rundę zasadniczą wygrał Patryk Dudek, który zdobył 13 punktów, czterokrotnie wygrywając swoje wyścigi. Drugie miejsce premiowane awansem do finału zdobył Leon Madsen. O dwa pozostałe miejsca rozegrano biegi półfinałowe. W pierwszym z nich zmierzyli się: Bartosz Zmarzlik, Emil Sajfutdinow, Grzegorz Zengota oraz Maciej Janowski. Bieg zakończył się triumfem Zmarzlika. W drugim półfinale pod taśmą startową stanęli: Artiom Łaguta, Jason Doyle, Kacper Woryna oraz Rune Holta. Pierwszy linię mety przekroczył Woryna i uzupełnił stawkę finału. Najważniejszy wyścig dnia wygrał Leon Madsen, drugie miejsce przypadło Worynie, a na najniższym stopniu podium znalazł się Zmarzlik.
- Gdańsk, 14 sierpnia 2017
- Sędzia: Wojciech Grodzki
- Komisarz toru: Jacek Woźniak
- Widzów: 5 000

| Msc. | Zawodnik              | Klub         | Pkt    |             |  |
| ---- | --------------------- | ------------ | ------ | ----------- |  |
| 1    | Leon Madsen           | Częstochowa  | 12+3   | (2,1,3,3,3) |  |
| 2    | Kacper Woryna         | Rybnik       | 7+3+2  | (2,1,1,3,d) |  |
| 3    | Bartosz Zmarzlik      | Gorzów Wlkp. | 12+3+1 | (3,3,2,2,2) |  |
| 4    | Patryk Dudek          | Zielona Góra | 13+0   | (3,3,3,3,1) |  |
| 5    | Artiom Łaguta         | Grudziądz    | 11+1   | (0,3,3,3,2) |  |
| 6    | Rune Holta            | Częstochowa  | 9+0    | (3,0,1,2,3) |  |
| 7    | Emil Sajfutdinow      | Leszno       | 9+1    | (1,2,2,1,3) |  |
| 8    | Jason Doyle           | Zielona Góra | 9+2    | (3,2,1,1,2) |  |
| 9    | Maciej Janowski       | Wrocław      | 7+2    | (2,t,2,0,3) |  |
| 10   | Grzegorz Zengota      | Leszno       | 7+0    | (1,2,3,0,1) |  |
| 11   | Tai Woffinden         | Wrocław      | 7      | (0,2,2,2,1) |  |
| 12   | Niels K. Iversen      | Gorzów Wlkp. | 6      | (0,3,1,1,1) |  |
| 13   | Janusz Kołodziej      | Leszno       | 4      | (1,1,0,2,0) |  |
| 14   | Piotr Protasiewicz    | Zielona Góra | 4      | (2,1,w,1,d) |  |
| 15   | Krystian Pieszczek    | Grudziądz    | 3      | (1,0,0,d,2) |  |
| 16   | Jarosław Hampel       | Zielona Góra | 0      | (0,0,0,0,0) |  |
| 17   | rez. Maksym Drabik    | Wrocław      | 0      | (0)         |  |
| 18   | rez. Bartosz Smektała | Leszno       | ns     |             |  |

Bieg po biegu:
1. Holta, Janowski, Sajfutdinow, Iversen
2. Doyle, Madsen, Pieszczek, Łaguta
3. Zmarzlik, Woryna, Zengota, Woffinden
4. Dudek, Protasiewicz, Kołodziej, Hampel
5. Dudek, Zengota, Madsen, Holta
6. Łaguta, Woffinden, Protasiewicz, Drabik (Janowski – t)
7. Zmarzlik, Sajfutdinow, Kołodziej, Pieszczek
8. Iversen, Doyle, Woryna, Hampel
9. Łaguta, Zmarzlik, Holta, Hampel
10. Madsen, Janowski, Woryna, Kołodziej
11. Zengota, Sajfutdinow, Doyle, Protasiewicz (w/u)
12. Dudek, Woffinden, Iversen, Pieszczek
13. Woryna, Holta, Protasiewicz, Pieszczek (d)
14. Dudek, Zmarzlik, Doyle, Janowski
15. Madsen, Woffinden, Sajfutdinow, Hampel
16. Łaguta, Kołodziej, Iversen, Zengota
17. Holta, Doyle, Woffinden, Kołodziej
18. Janowski, Pieszczek, Zengota, Hampel
19. Sajfutdinow, Łaguta, Dudek, Woryna (d)
20. Madsen, Zmarzlik, Iversen, Protasiewicz (d)
21. 1. półfinał: Zmarzlik, Janowski, Sajfutdinow, Zengota
22. 2. półfinał: Woryna, Doyle, Łaguta, Holta
23. Finał: Madsen, Woryna, Zmarzlik, Dudek